# Lijst van werken van Gabriël Sterk
Dit is een lijst van werken van de kunstenaar Gabriël Sterk.
| Geplaatst | Omschrijving                                                                                            | Straat                                            | Plaats | Materiaal | Afbeelding |
| --------- | --- | ------------------------------------------------- | --- | --------- | ---------- |
| 1970      | Fjordenpaard                                                                                            | Koninginneweg                                     | Hilversum | Brons     |            |
| 1970      | Levensvreugde                                                                                           | Diependaalselaan                                  | Hilversum | Brons     |            |
| 1973      | David en Saul                                                                                           | Heycoplaan                                        | Breukelen | Brons     |            |
| 1975      | Twee ganzen                                                                                             | Kerkbrink                                         | Breukelen | Brons     |            |
| 1977      | Twee dansende meisjes                                                                                   | G. van Damstraat 83a RKBS Howiblo                 | Montfoort | Brons     |            |
| 1977      | Paardje                                                                                                 | G. van Damstraat 83c PCBS Graaf Jan van Montfoort | Montfoort | Brons     |            |
| 1977      | De Acteur                                                                                               | Dudokpark                                         | Hilversum | Brons     |            |
| Onbekend  | Man met paard                                                                                           | Parkweg, (nabij de Termeerbrug)                   | Maarssen | Brons     |            |
| Onbekend  | Kalkoen                                                                                                 | Park "Boom en Bosch"                              | Breukelen | Brons     |            |
| Onbekend  | Mare and foal                                                                                           | Elizabeth Park New England Highway                | Scone (New South Wales) Australië | Brons     |            |
| 2015?     | Herdenkingsmunt ter nagedachtenis van het 125ste sterfjaar van Vincent van Gogh, door Gabriël Sterk.CR2 |                                                   | | Brons     |            |
|           | ' |                                                   | Foto genomen in 2015, het beeld van Van Gogh stond tijdelijk op het Museumplein tijdens een tijdelijke expositie (ArtSquare) ter nagedachtenis aan het 125ste sterfjaar van Vincent van Gogh. | Brons     |            |
|           | ' |                                                   | | Brons     |            |
|           | ' |                                                   | | Brons     |            |